# Akustisk rundgång
Akustisk rundgång (eng. acoustic feedback) är en ton som kan uppstå när en mikrofon tar in det en högtalare ger ut, när denna högtalare ger ut mikrofonens signal. Ljudet hamnar då i en cirkel genom att gå från högtalaren till mikrofonen till högtalaren igen tills man drar ned mikrofonens signal via mixerbordet, eller mikrofonen flyttas bort från högtalaren. Rundgång karaktäriseras oftast som ett snabbt växande tjut och kan vara öronbedövande. Vid tillräckligt lång tidsfördröjning, exempelvis i telefonisystem, uppfattas inte rundgången som en ton inom det hörbara frekvensområdet, utan som ett snabbt växande eko.

## Rundgång i elgitarrer
Den akustiska rundgången kan emellertid också kontrolleras och, till exempel, användas som konstnärligt uttryck. Bland andra kan nämnas gitarristen och virtuosen Jimi Hendrix som var känd för att använda sig av tekniken vid sina framträdanden, där han lät högtalarljudet återkopplas till vibrationer (resonans) i gitarrsträngarna som togs upp av gitarrens mikrofon och sändes vidare till förstärkaren och högtalarsystemet i ett kretslopp, det vill säga rundgång.
I lokaler med hörselslinga kan rundgång höras i gitarrförstärkaren, exempelvis på grund av att gitarrens mikroner eller gitarrförstärkarens reverbfjäder tar upp slingans elektromagnetiska vågor, och PA-anläggningen tar upp ljudet från gitarrförstärkaren och sänder ut det i slingen. Detta är emellertid inte akustisk rundgång.
- Problem att lyssna på filerna? Mediahjälp (engelska).

## Matematisk beskrivning
Något förenklat kan man säga att rundgång inträffar om systems förstärkning är större än ljudets dämpning när det färdas från högtalaren tills det når mikrofonen, och om signalen inte är fasvänd.  Om tidsfördröjningen tur-och-retur mellan mikrofon och högtalare är T ger rundgången upphov till en ton med frekvensen f=1/T. Tidsfördröjningen beror av avståndet mellan mikrofon och högtalare enligt formeln T>d/v, där v är ljudets hastighet.

## Ekosläckning
I högtalartelefoner och vissa programvaror för videokonferenser används digital signalbehandling för ekosläckning för att dämpa och fasvrida rundgångsfrekvensen, exempelvis ett kalmanfilter (en form av adaptivt filter, som mäter upp och anpassar sig till rummets efterklang.) En enklare form av ekosläckning som förekommer är en dämpning av ljudstyrkan i ena kommunikationsriktningen när någon talar starkt i den andra riktningen. 